# Pseudagrion silaceum
Pseudagrion silaceum là một loài chuồn chuồn kim trong họ Coenagrionidae.
Pseudagrion silaceum được Lieftinck miêu tả khoa học năm 1932.